# Codename: Panzers Phase II
Codename: Panzers Phase II (noto anche come Panzers Phase II o Panzers II) è un videogioco di strategia in tempo reale basato sulla seconda guerra mondiale. È il seguito di Codename: Panzers, del quale ripropone lo stesso motore grafico e lo stesso funzionamento generale; le novità principali sono 20 nuove missioni nel Mediterraneo, 20 nuove unità e l'implementazione del ciclo giorno-notte per alcune missioni, compreso l'utilizzo dei fari.
Il gioco è suddiviso in tre campagne: la prima, quella dell'Asse, inizia con la Germania e l'Italia e si svolge in Nord Africa, tra Libia e Egitto, quella con gli Stati Uniti e l'Inghilterra che inizia in Nord Africa e termina in Italia. L'ultima campagna è quella dell'Unione Sovietica e dei Partigiani Jugoslavi. Quest'ultima si sblocca solo completando entrambe le altre due. Esiste anche un'ulteriore modalità, la modalità schermaglia, dove si sceglie una fazione e si assembla un esercito in una mappa a scelta. Lo scopo è quello di aiutare le squadre alleate e eliminare tutti i nemici nella mappa. Per questa modalità è disponibile anche la modalità multigiocatore on-line

## Scopo del gioco
Lo scopo del gioco è quello di immedesimarsi nei panni di alcuni ufficiali e di guidare il proprio esercito formato da soldati, veicoli e mezzi vari contro il nemico in varie missioni ispirate a fatti storici. Per ogni missione si ha a disposizione uno o due comandanti che sono: Hans von Gröbel (Germania), Dario de Angelis e Sergio de Angelis (Italia), James Barnes (Inghilterra), Jeffrey Wilson (Stati Uniti), Aleksander Efremovich "Sasha" Vladimirov (Unione Sovietica), Wolf (Partigiani Jugoslavi).

## Le missioni
Le 20 missioni del videogioco sono suddivise in 3 campagne: Asse (8 missioni), Alleati (8 missioni) e Partigiani (4 missioni).

### Campagna Asse
- L'oasi di Sidi Barrani, 10 dicembre 1940
- Mersa Brega, 31 marzo 1941
- Il passo di Halfaya, 27 maggio 1941
- Operazione Battleaxe, 18 giugno 1941
- Sidi Rezegh, 22 novembre 1941
- Il calderone, 25 maggio 1942
- Tempesta, 27 maggio 1942
- Tel el Eisa, 2 luglio 1942

### Campagna Alleata
- El Alamein, 2 novembre 1942
- Tobruk, 13 novembre 1942
- Passo Kasserine, 18 febbraio 1943
- Tunisi, 7 maggio 1943
- Sbarco in Sicilia, 9 luglio 1943
- Il fiume Volturno, 16 novembre 1943
- Montecassino, 18 gennaio 1944
- Anzio "Annie", 25 maggio 1944

### Campagna Partigiana
- Operazione Seathed Saber, 9 settembre 1943
- La Fuga, 25 maggio 1944
- Belgrado, 20 ottobre 1944
- Senza uscita, 1º maggio 1945

## Elenco delle unità
Questo è l'elenco delle unità utilizzate dai vari eserciti suddivisi per: Trasporto/Esplorazione; Carri Armati; Artiglierie Semoventi; Artiglierie; Aviazione

### Tedeschi
- Trasporto/Esplorazione:
  - Kübelwagen (automobile fuoristrada 4x4 molto veloce)
  - Sd.Kfz. 250 (semicingolato corazzato adibito al trasporto truppe, armato di una mitragliatrice)
  - Sd.Kfz. 222 (blindato 4x4 da ricognizione, armato di mitragliatrice)
  - Sd.Kfz. 232 (blindato 8x8 da ricognizione, armato di due mitragliatrici (nella realtà aveva invece un cannoncino da 20 mm e una mitragliatrice))
  - Sd.Kfz. 263 (blindato 8x8 da ricognizione, armato di mitragliatrice fissa in casamatta)
  - Krupp (autocarro presente in due versioni: da trasporto truppe e per il trasporto di munizioni, indispensabile per rifornire i veicoli alleati)
  - Sd.Kfz. 11 (semicingolato capace di riparare le artiglierie e i veicoli alleati)
  - Opel Blitz (autocarro adibito al trasporto truppe e delle artiglierie)
- Carri Armati:
  - Flammpanzer I (carro armato leggero che utilizza un lanciafiamme per stanare i nemici dagli edifici e gli equipaggi dai loro veicoli)
  - Panzer I (carro armato dotato solo di mitragliatrici)
  - Panzer III F (carro armato dotato di un cannone da 37 mm, 2 mitragliatrici e media corazza e mobilità)
  - Panzer IV D (carro armato dotato di un cannone da 75 mm corto e 2 mitragliatrici)
  - Panzer IV F2 (carro armato dotato di un cannone da 75 mm lungo e 2 mitragliatrici con buona corazza e mobilità, vero tuttofare dell'esercito tedesco)
  - Panzer V Panther (carro armato dotato di un cannone a canna lunga da 75 mm e due mitragliatrici, a causa del basso rateo di fuoco e la corazza inferiore alla realtà risulta meno potente del Panzer IV F2)
  - Panzer VI Tiger I (carro armato con un cannone da 88 mm in grado di penetrare quasi tutte le corazze e due mitragliatrici)
  - Panzer VI Tiger II (il carro più potente dei tedeschi e del gioco, ha una corazza incredibilmente elevata ed è armato di un cannone da 88 mm, nel gioco è incrementato a 120 per controbattere i carri pesanti, ma comunque inferiori, IS-2 russi, e due mitragliatrici)
- Artiglieria Semovente:
  - Sturmpanzer I (denominato Bison I, armato con un obice da 150 mm, è praticamente privo di armatura)
  - Sturmpanzer II (denominato Bison II, armato con un obice da 150 mm e una mitragliatrice per respingere la fanteria)
  - Wespe (un veicolo armato con un obice da 105 con buona portata per fornire supporto alla fanteria in attacco)
  - Marder (cacciacarri armato con un cannone lungo da 75 mm utile contro i carri armati anche se è molto poco corazzato)
  - Panzerwerfer 42a (semicingolato leggermente blindato, armato però di un potentissimo lanciarazzi capace di infliggere un gran numero di danni)
  - SdKfz 10/4 Flak (semicigolato armato di un cannoncino da 20 mm antiaereo, buono anche contro la fanteria e veicoli leggeri)
  - Stug III F (un cannone d'assalto armato con un cannone lungo da 75 mm e corazza affidabile ben distribuita.)
  - Elefant (ottimo cacciacarri armato con un cannone da 88 mm e una corazza molto spessa, ma privo di armi contro la fanteria)
  - Jagdpanther (ottimo cacciacarri, armato di un potente cannone da 88 mm e corazza spessa e anche di armi per difendersi dalla fanteria)
- Artiglieria:
  - Flak 88 (potentissimo pezzo di artiglieria, in grado di attaccare anche gli aerei. Non può muoversi e deve essere trainato da un autocarro o semicingolato. È armato con un cannone da 88 mm)
  - leFH 18 (pezzo d'artiglieria capace di colpire i nemici da grande distanza)
  - Pak 36 (obsoleto pezzo d'artiglieria controcarro, utile per tenere a distanza la fanteria)
  - Pak 38 (pezzo d'artiglieria controcarro)
  - sIG 33 (pezzo d'artiglieria adatto a colpire a distanza i nemici)
  - Sfh 18 (potente cannone con gittata molto estesa, efficace contro quasi ogni unità)
- Aviazione:
  - Henschel Hs 126 (aereo monomotore adatto alla ricognizione)
  - Junkers Ju 87 Stuka (monomotore adatto al bombardamento in picchiata, potentissimo contro bersagli singoli)
  - Heinkel He 111 (bimotore usato per lanciare un gran numero di bombe su una vasta area, meno preciso ma provoca molti danni)
  - Junkers Ju 52 (aereo trimotore per il lancio di rifornimenti e paracadutisti)

### Italiani
- Trasporto/ricognizione:
  - Autoblinda 41 (blindato 4x4 da ricognizione armato con un cannone da 20 mm (nel gioco ridotto a 15) e due mitragliatrici)
  - L6/40 (questo veicolo è poco corazzato e perciò è classificato come veicolo da ricognizione, anche se è superiore alle autoblinde avversarie. È armato con un cannoncino da 20 mm (nel gioco ridotto a 10, ma con alto rateo di fuoco) e una mitragliatrice)
- Carri Armati:
  - M13/40 (unico carro italiano del gioco, armato con un cannone da 47 mm (nel gioco ridotto a 40) e due mitragliatrici. Più potente del Panzer III F, può tenere testa a carri medio-leggeri inglesi come l'M3A1 Stuart, Crusader, rimane però inferiore a molti altri carri medi. Maneggevole e veloce (contrariamente alla realtà) è un mezzo di straordinaria versatilità).
- Artiglieria Semovente:
  - Semovente 75/18 (pezzo di artiglieria semovente, usato come cannone d'assalto, armato con un obice da 75 mm (nel gioco ridotto a 55) adatto per il supporto della fanteria e dei carri).
  - Semovente 105/25 Bassotto (pezzo di artiglieria semovente, come il cugino, adatto per il supporto della fanteria e dei carri, armato con un obice da 105 mm (nel gioco ridotto a 60, infliggendo un danno notevolmente inferiore alla realtà) con però pochi colpi. Questo semovente d'artiglieria, oltre ad aver subito una notevole riduzione della sua effettiva potenza di fuoco sul campo di battaglia (quasi metà), è reso disponibile nel quartier generale, durante il gameplay della campagna dell'Asse in Africa settentrionale, a partire dal maggio del 1941, quando non entrò in servizio con il Regio Esercito prima dell'aprile del 1943, e non vide mai il deserto nord africano.
- Aviazione:
  - Savoia-Marchetti S.M.79 "Sparviero" (trimotore da bombardamento)
  - Macchi M.C.200 "Saetta" (monomotore adatto alla ricognizione e all'attacco a bersagli singoli con una bomba, infliggendo potenti danni)
  - Piaggio P.108 (aereo adatto al trasporto di paracadutisti e materiali)

### Inglesi
- Trasporto/Esplorazione
  - Daimler Dingo (blindato da ricognizione 4x4 veloce e abbastanza corazzato armato con un cannoncino da 40 mm (nel gioco ridotto a 15) e una mitragliatrice)
  - Humber Mk II (blindato da ricognizione 4x4 molto veloce armato con una mitragliera da 15 mm ma con corazzatura leggera)
  - Bedford QL (autocarro britannico capace di muoversi autonomamente e a basso costo, vi sono versioni anche da trasporto munizioni e da riparazione)
  - Latex Trailer (rimorchio del Churchill Crocodile capace di trasportare truppe)
- Carri Armati
  - Mk IV Churchill (sensibilmente diverso dalla sua controparte reale, il cannone da 57 mm è ridotto a 50 e la corazza molto spessa è dimezzata, considerando la mobilità media invece che quella molto ridotta della realtà, risulta un discreto carro multiuso piuttosto che un pesante e corazzato carro d'appoggio)
  - Churchill Crocodile (variante del carro Churchill che conserva la torretta da 57 mm a cui si va ad aggiungere il lanciafiamme)
  - Mk VIII Cromwell (carro con cannone da 75 mm, buona corazza e manovrabilità ma con una piccola riserva di munizioni)
  - Mk VI Crusader (carro medio con cannone da 40 mm, utilizzabile soprattutto contro carri leggeri e per l'appoggio alla fanteria)
  - Mk II Matilda (carro medio scarsamente armato (un cannone da 40 mm) ma molto corazzato capace agevolmente di reggere il confronto con i panzer Mk III e IV)
  - M3A1 Grant (carro medio (nel gioco pesante) di origine statunitense armato con un cannone da 75 (nel gioco 70) fisso in casamatta. Molto diverso dalla realtà: passa dallo storico mediocre ma versatile carro medio a carro pesante con cannone mediocre e corazza resistente ma molto lento e di costo estremamente elevato)
  - M3A1 Stuart (carro leggero di origine statunitense, poco potente e leggermente corazzato ma in compenso veloce e maneggevole)
  - M4 Sherman Firefly (carro medio, miglioramento dello M4 Sherman con cannone da 76 mm lungo, tra i migliori carri a disposizione degli Alleati)
  - Mk III Valentine (carro che combina velocità (al contrario della controparte storica), potenza (55 di danno nonostante il cannone da 40 mm), manovrabilità, precisione e corazzatura)
- Artiglieria Semovente
  - Archer (mezzo controcarro veloce, potente, grazie al cannone da 76 mm (nel gioco 90), moderatamente protetto ma costoso)
  - Bishop (semovente con obice da 88 mm, con meno danno (90) di altri pariclasse e bassa velocità ma buona corazza)
  - M15A1 AA (veloce semicingolato armato con mitragliatrici utilizzate per la difesa contraerea)
- Artiglieria
  - Ordnance QF 25 lb (potente pezzo di artiglieria utilizzato a distanza)
  - Ordnance QF 6 lb (buon pezzo di artiglieria controcarro)
  - Bofors 40 mm (pezzo di artiglieria efficace come contraerea e contro veicoli leggeri)
- Aviazione
  - de Havilland Mosquito (bimotore utilizzato per colpire obiettivi vasti con una pioggia di bombe)
  - Supermarine Spitfire (cacciabombardiere utilizzato per colpire obiettivi fissi in picchiata)
  - Bristol Blenheim (bimotore leggero utilizzato per colpire obiettivi vasti con una pioggia di bombe)
  - Westland Lysander (lento monomotore utilizzato per le ricognizioni aeree)

### Statunitensi
- Trasporto/Ricognizione
  - Willis Jeep (fuoristrada 4x4 da ricognizione e collegamento, senza alcuna corazza e molto vulnerabile ma economica)
  - Dodge Wc 57 (fuoristrada 4x4 da ricognizione armata, veloce e poco costosa)
  - M2A1 (semicingolato da ricognizione e trasporto, più lento degli autocarri ma armato e blindato, è presente anche la versione da riparazione)
- Carri Armati
  - M26 Pershing (carro armato pesante con cannone da 90 mm, inferiore solo alla serie Panzer VI 'Tiger' e IS-2)
  - M4 Sherman (carro medio multiuso, cannone da 75 mm (65 nel gioco) e buona corazzatura, fatica però a confrontarsi con i Panzer IV F/2)
- Artiglieria Semovente
  - M7 Priest (semovente basato sullo Sherman, armato con un obice da 105 mm in casamatta, con grande portata, meno protetto però di un carro medio)
  - M16 Quad AA (blindato semicingolato armato con quattro mitragliatrici per l'uso antiaereo, buono anche contro la fanteria ma senza speranze contro i mezzi blindati)
- Aviazione
  - Curtiss C-46 Commando (bimotore utilizzato per il lancio di paracadutisti e rifornimenti)
  - Lockheed P-38 Lightning (bimotore bifusoliera utilizzato come ricognitore e cacciabombardiere)

### Partigiani/sovietici
- Trasporto/ricognizione
  - BA-64 (autoblinda 4x4 armata con solo una mitragliatrice)
  - Willis Jeep veicolo 4x4, di origine statunitense, dato come supporto ai sovietici )
  - Gaz AA (autocarro per il trasporto di soldati e il traino di artiglierie, c'è anche una versione portamunizioni)
  - Zis 20 (semicingolato blindato da trasporto, ne esiste una variante da riparazione)
- Carri Armati
  - BT-7M (carro leggero molto veloce, con un cannone da 45 mm ma molto poco corazzato)
  - IS-2 (carro armato pesante dotato di un cannone da 122 mm e protetto da una spessa corazza, dopo il Tiger II è il carro più potente del gioco)
  - KV-2 (carro armato pesante con un obice da 152 mm, molto lento a muoversi e a girare la grande torre ma ben corazzato)
  - T-26 (carro leggero ormai obsoleto armato con un 45 mm e protetto da soli 15 mm di corazza, adatto alla ricognizione)
  - T-34 M40 (carro medio, è solo di poco inferiore al Panzer IV D con 75 mm corto)
  - T-34/85 (versione migliorata del T-34 M40, bene armato con un 85 mm, corazzato ma possiede pochi colpi)
- Artiglieria semovente
  - SU-76 (cacciacarro leggero armato con un pezzo anticarro da 76 mm)
  - SU-85 (cacciacarro basato sul T-34, armato con un cannone da 85 mm e buona corazzatura)
  - SU-122 (cannone semovente sempre su meccanica T-34, ma con un obice da 122 mm)
  - ISU-152 (semovente più pesante del SU 122, con un obice da 122 mm sullo scafo del IS-2, ben corazzato anche se lento)
  - Katjuša (autocarro blindato armato con razzi da 82 mm molto forte dalla distanza ma vulnerabile ad altri mezzi)
- Artiglieria
  - D-1 (potente pezzo di artiglieria da 152 mm adatto a colpire a distanza unità e edifici)
  - Zis-2 (Cannone anticarro da 57 mm a canna lunghissima)
  - Zis-3 (cannone anticarro derivato da un cannone d'artiglieria da 76 mm, molto potente, ma poco protetto)
  - M-30 (cannone d'artiglieria da 122 mm utile contro carri ed edifici)
- Aviazione
  - Ilyushin Il-2 Šturmovik (cacciabombardiere utilizzato per colpire obiettivi fissi in picchiata)
  - Ilyushin Il-4 (bimotore utilizzato per il lancio di paracadutisti e rifornimenti, è anche un bombardiere)
  - Ilyushin Il-12 (piccolo monomotore adatto alla ricognizione)

### Fanteria
Le truppe di fanteria sono le stesse per tutte le fazioni, gli italiani subiscono però una generalizzata e inspiegabile penalità al danno.
- Fucilieri (Soldati armati di fucile molto versatili e resistenti)
- Fucilieri anticarro (Soldati armati di fucile anticarro, forti contro mezzi)
- Truppe d'assalto (Soldati armati di mitra per il fuoco ravvicinato)
- Mitraglieri (Soldati armati di mitragliatrice, molto forti contro altri fanti)
- Addetti ai mortai (Soldati con mortai, dalla grande gittata e utili anche contro edifici e mezzi)
- Equipaggio di carro (Le uniche unità in grado di guidare un carro armato)
- Cecchini (Soldati armati di fucile di precisione, fortissimi contro altri fanti e dalla grande portata)
- Lanciarazzi (Soldati armati di lanciarazzi per il fuoco anticarro, molto forti contro i carri)
- Medici (Soldati armati di fucile e in grado di curare le altre unità)
- Lanciafiamme (Soldati armati di lanciafiamme, utili per costringere alla fuga gli equipaggi dei carri per poi impadronirsene)

## Voti
- Giochi per il mio computer: 8/10
- The Games Machine: 80/100